# Kamakura-gū

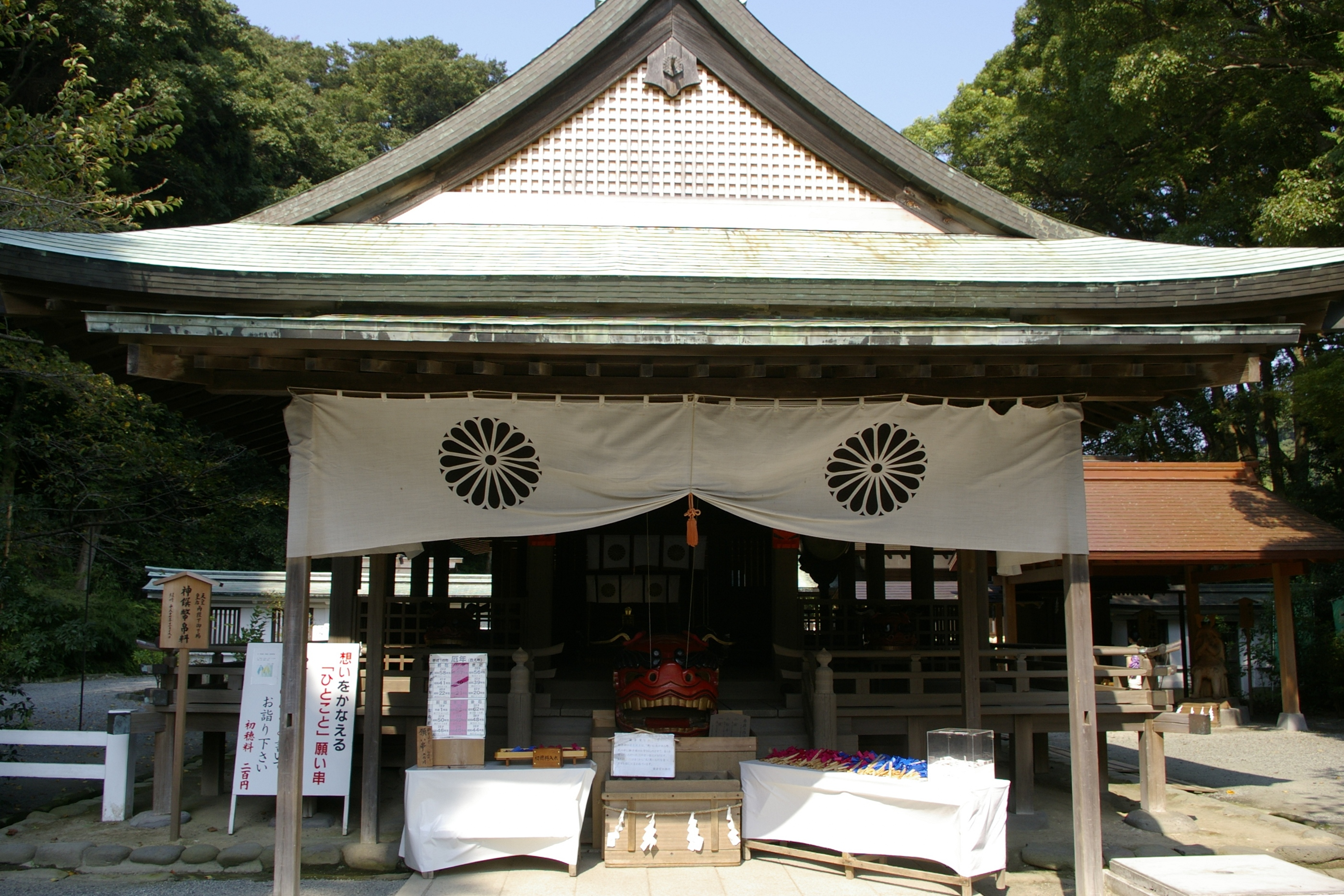
Haiden (Haupthalle)

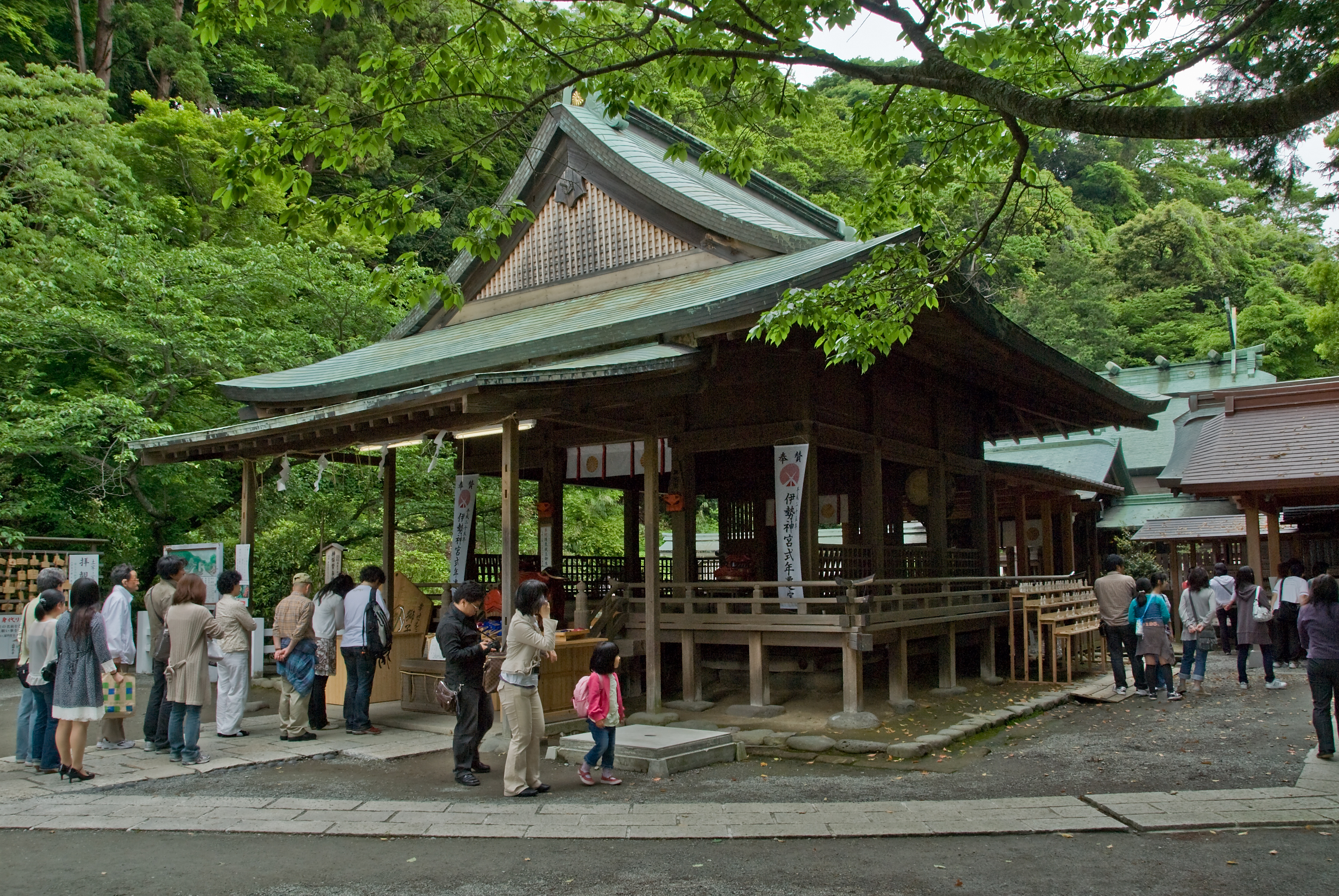
Haiden (Haupthalle)

Der Kamakura-gū (japanisch 鎌倉宮) ist ein shintoistischer Schrein im Osten der Stadt Kamakura, Präfektur Kanagawa, Japan. Er ist nicht zu verwechseln mit dem weitaus bekannteren Tsurugaoka Hachiman-gū. Der Kamakura-gū ist auch unter dem Namen Ōtōnomiya oder Daitōnomiya (jap. 大塔宮) bekannt.

## Historie
Der Schrein wurde im Jahr 1869 von Tennō Meiji errichtet. Im Kamakura-gu ist der Kami von Prinz Ōtōnomiya Morinaga (1308–1336) eingeschreint. Er wurde 1335 verhaftet und neun Monate später an der Stelle, an der der Schrein heute steht, auf Befehl von Ashikaga Tadayoshi exekutiert. 
Bis zu seiner Exekution war Prinz Morinaga neun Monate in einer Höhle eingesperrt, die heute Teil des Schreingeländes und eine Attraktion des Schreins ist. Die Höhle ist 4 m in den Stein gehauen und hat eine Größe von etwa 12 Quadratmetern. (Es ist jedoch wahrscheinlicher, das Morinaga unter Hausarrest stand und nicht in der Höhle eingesperrt war.)
Das Gelände war vor der Errichtung des Schreins in Besitz des Tokeiji-Tempels. Nach der Verkündigung von Morinagas Exekution ging eine seiner Schwestern aus Trauer in den Tempel und wurde Nonne. Es wird vermutet, dass sie unter dem Namen Yodo-ni die 25. Hauptnonne des Tempels war. Der Tempel übergab das Gelände dem Tennō Meiji unter der Bedingung einen Schrein zu errichten.
Heutzutage ist der Schrein sehr beliebt, da ein Besuch Unglück und Böses abwenden soll. Man kann hierfür beten und einen Talisman, Shishi-Gashira genannt, erwerben.
Jährlich finden zwei größere Festlichkeiten statt: eine Nō-Aufführung am 8. und 9. Oktober und das Neujahrs-Reingungsritual an den ersten 5 Tagen nach Neujahr. Während dieser 5 Tage ist zur Teilnahme am Ritual der Zugang zum Haiden möglich, das den Rest des Jahres dem normalen Besucher verschlossen bleibt.

## Das Schreingelände
Am Eingang zum Schreingelände steht ein weißes Torii und das Häuschen für die Eintrittskarten. (Man muss 300 Yen bezahlen, bevor man auf das Schreingelände vorgelassen wird.) Von hier aus führen Stufen direkt vor das Haiden. Hinter dem Haiden schließt sich das Honden an, in dem die Heiligtümer des Schreins verwahrt sind und das der Öffentlichkeit nicht zugänglich ist.
Geht man links an Haiden und Honden vorbei gelangt man zur Rückseite des Schreingeländes, wo sich die Höhle befindet. Hier auf der linken Seite steht ein Unterschrein, der der Hofdame Minami-no-kata gewidmet ist.
Sie war zum Zeitpunkt von Morinagas Tod mit seinem Sohn schwanger. Der vaterlose Sohn wurde in ein Kloster der Nichiren Sekte gegeben und wurde unter dem Namen Nichiei bekannt. Der Subschrein wurde erst 2004 gebaut.
Auf der Rückseite des Honden befindet sich die Höhle, in der Morinaga der Überlieferung nach neun Monate lang inhaftiert war. Der Eingang zur Höhle ist durch ein Holztor versperrt.
An der Höhle vorbei führt der Weg durch einen Wald, an einem Monument vorbei und zurück zum Vorplatz. Kurz vor dem Ausgang steht ein kleines Gebäude, in dem weitere Schätze des Schreins ausgestellt sind.
Rechts neben dem Haiden steht ein weiterer Unterschrein. Er ist Yoshiteru Murakami (?–1333) gewidmet, der sein Leben in einer Schlacht bei Ōsaka opferte, um Prinz Morinaga zu retten, indem er sich als menschlicher Schutzschild den Angreifern in den Weg stellte. Ihm zu Ehren findet jährlich eine kleine Gedenkfeier am 20. August statt.

## Shishi-Gashira

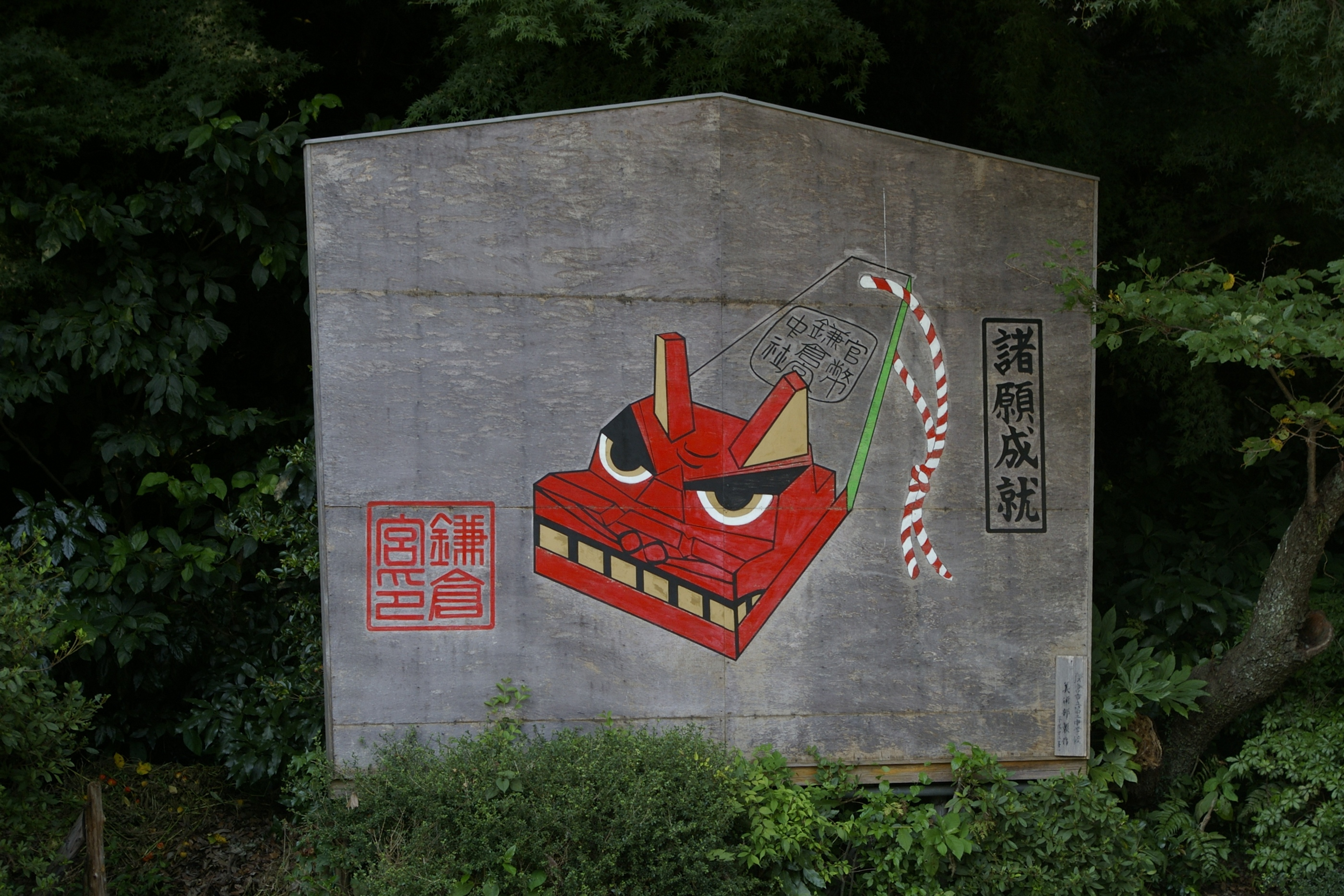
Holztafel mit Abbildung des Shishi-Gashira

Das Shishi-Gashira ist eine Holztafel mit einem Löwenkopf. Er gilt als Talisman gegen Unglück und Böses. Der Legende nach hat Prinz Morinaga einen solchen Talisman während seiner Schlachten getragen. Im Schrein kann man einen solchen Talisman erwerben. Vor dem Haiden steht ferner ein hölzerner Löwenkopf mit offenen Maul. Er soll das Böse fressen.

## Takigi Nō
Jährlich finden am 8. und 9. Oktober Nō-Aufführungen statt. Die Aufführung startet um 19 Uhr und geht etwa 2 Stunden. Früher fanden diese Aufführungen im September statt, fielen jedoch wegen Schlechtwetter oft aus, sodass man sich entschied sie in den Oktober zu verlegen.
Für die Aufführung wir die elektrische Beleuchtung ausgeschaltet und der Platz nur von Holzfeuer erleuchtet. Diese Art der Aufführung nennt man Takigi Nō (Holzfeuer-Nō). Der Ursprung dieser Nō-Art liegt am Tempel Kōfuku-ji in der Präfektur Nara.
Die Aufführung starten mit einem Okina, einem sehr förmlichen Ritual, das Fruchtbarkeit und ein langes Leben garantieren soll. Die Teilnahme an der Aufführung muss schriftlich beantragt werden, da die Anzahl auf 2000 Gäste begrenzt ist.

## Bilder

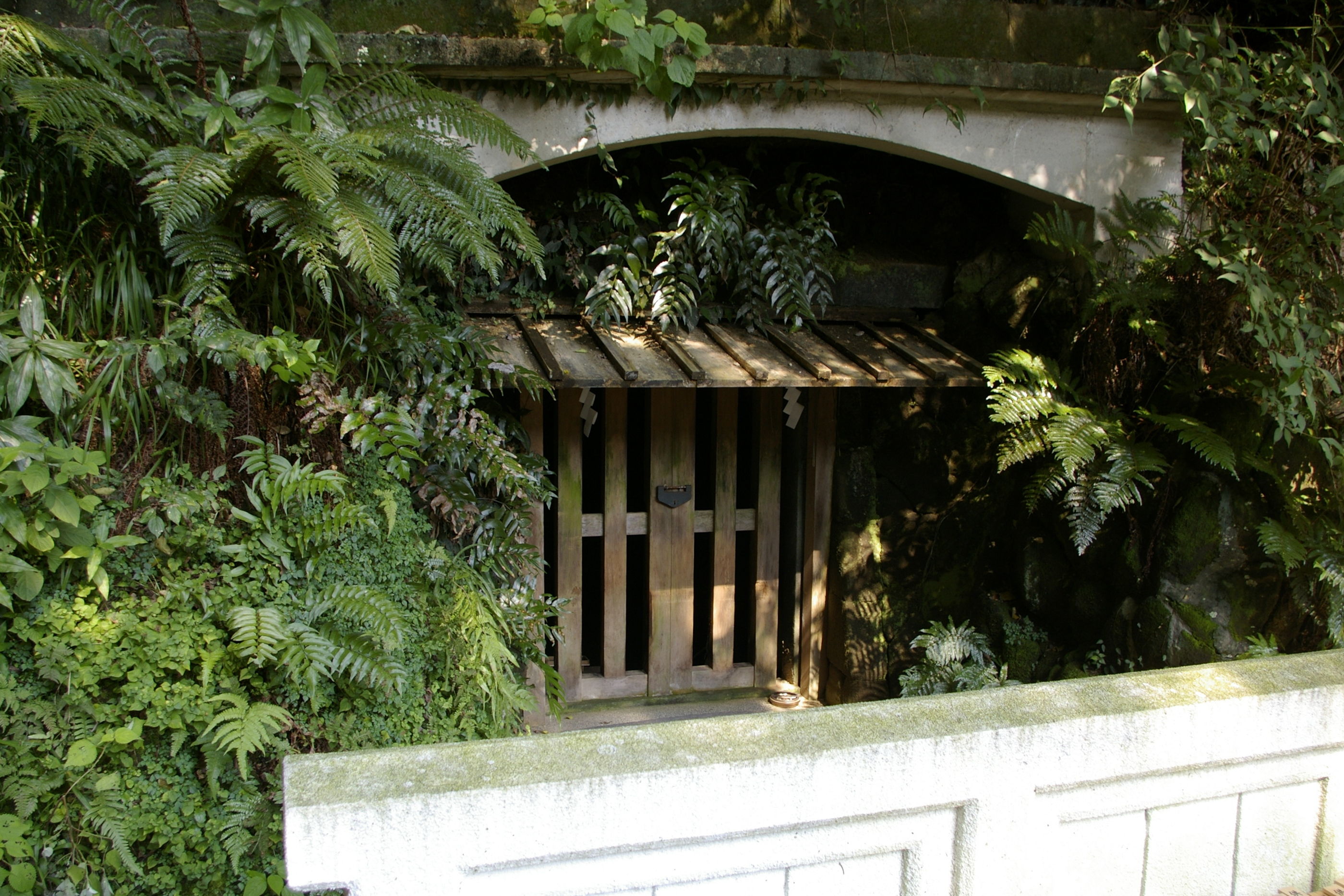
Eingang zur Höhle
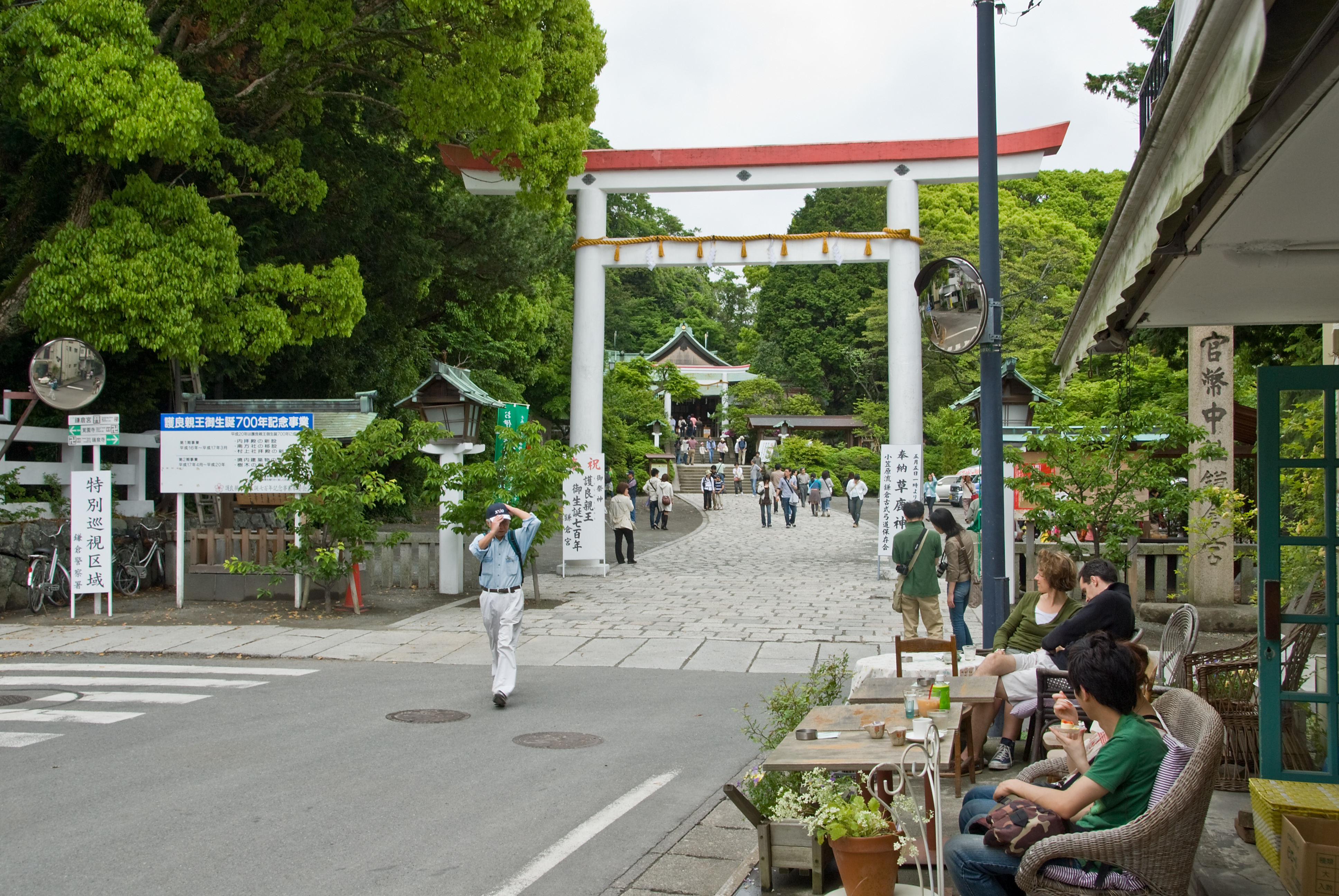
Eingang mit Torii
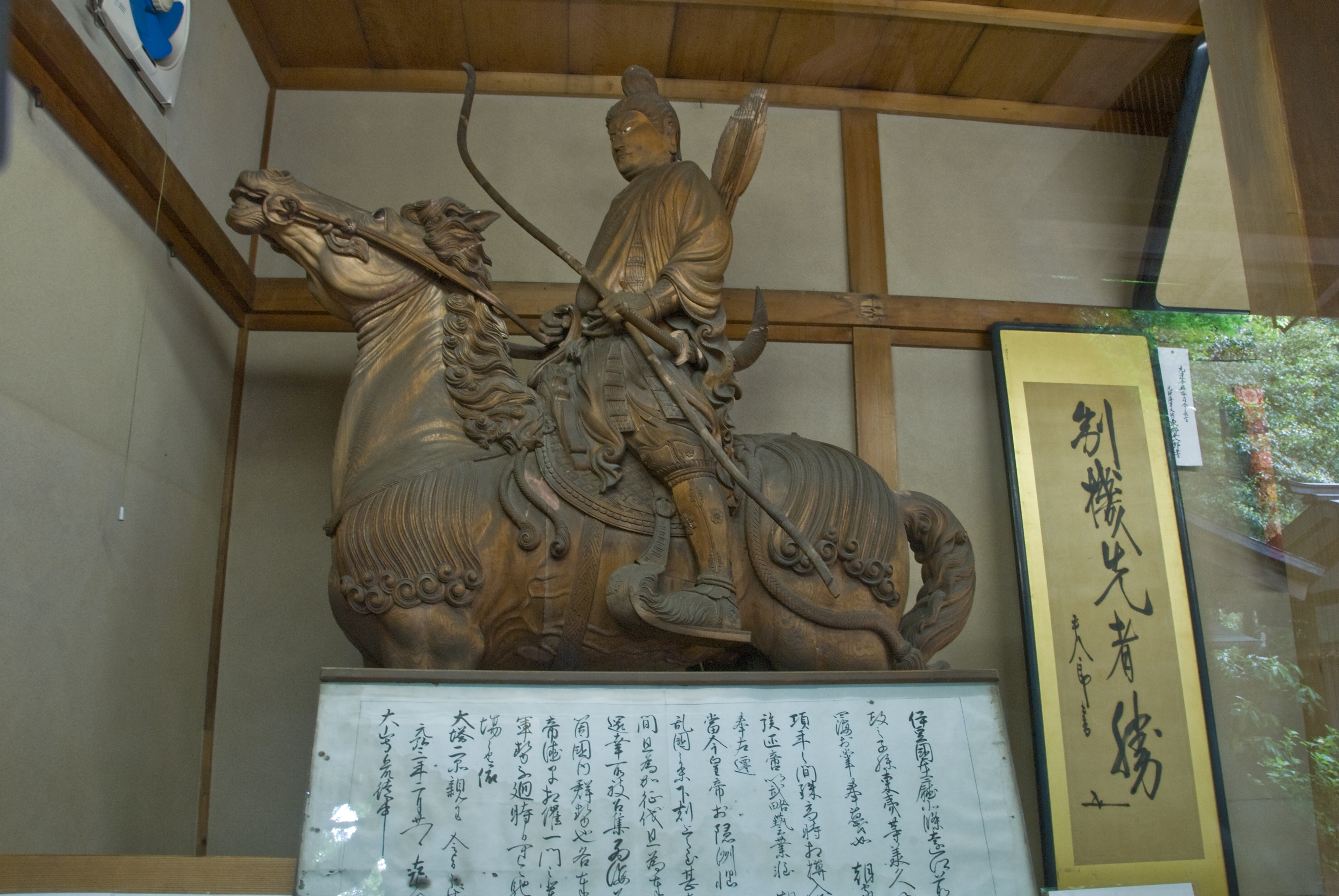
Statue auf dem Schreingelände
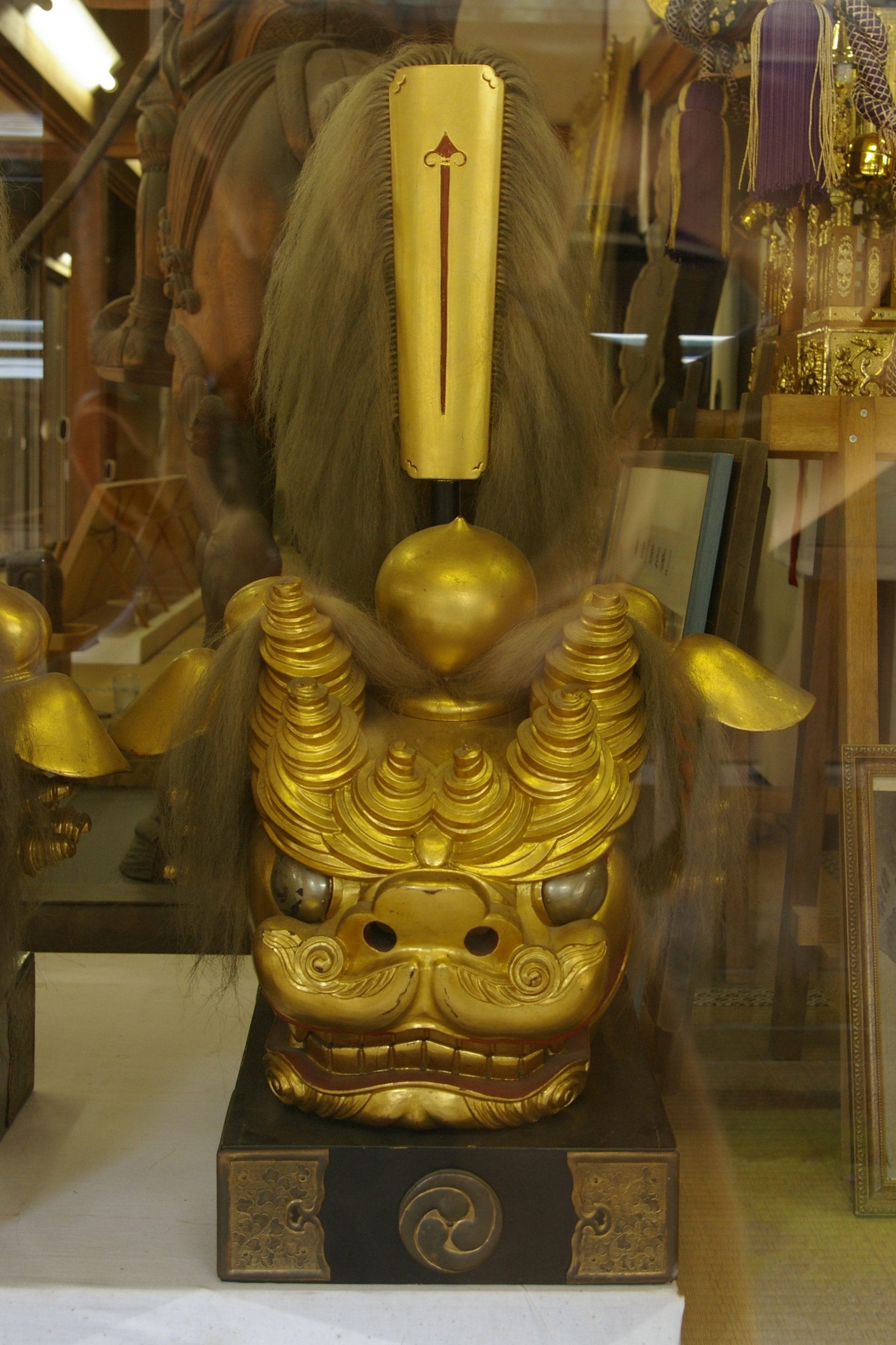
Goldener Löwenkopf

## Lage
Der Schrein befindet sich im Osten des Stadtzentrums. Seine Adresse ist 154 Nikaidō, Kamakura-shi, Kanagawa-ken 248–0002, Japan.